# George Murdock (acteur)
Pour les articles homonymes, voir George Murdock.
George Murdock est un acteur américain, né le 25 juin 1930 à Salina (Kansas), et mort le 30 avril 2012 à Burbank (Californie).

## Filmographie
- 1962 : Pressure Point : Rally speaker
- 1964 : La Valse des Colts (en) (He Rides Tall) de R. G. Springsteen : Burt
- 1964 : No Time for Sergeants (série télévisée) : Capt. Krupnick
- 1964 : Cinq Mille Dollars mort ou vif (Taggart) de R. G. Springsteen: Arny scout
- 1966 : Les Mystères de l'Ouest (The Wild Wild West), (série TV) - Saison 2 épisode 17, La Nuit de la Pierre philosophale (The Night of the Feathered Fury), de Robert Sparr : Luther Coyle
- 1967 : Peter Gunn, détective spécial (Gunn) de Blake Edwards : Archie
- 1968 : Le Fantôme de Barbe-Noire (Blackbeard's Ghost) : Head Official
- 1968 : The Sound of Anger (TV) : Grebe
- 1969 : L'Envers du tableau (Night Gallery) (TV) : Agent #1
- 1969-1970 : Opération vol (It Takes a Thief) (série TV) : Fred Devon
- 1969 : Le Virginien (TV) saison 8 épisode 07 (A love to remember) : Barton
- 1971 : The Todd Killings
- 1971 : Les Hurlements de la forêt (A Howling in the Woods) (TV) : Mel Warren
- 1972 : The Bravos (TV) : Captain MacDowell
- 1972 : Banacek (TV) : Cavanaugh
- 1973 : You'll Never See Me Again (en) (TV) : Desk sergeant
- 1973 : Le Mac (The Mack) de Michael Campus : Fatman
- 1973 : Cry Rape (TV) : John Curzon
- 1974 : Police parallèle (The Death Squad) (TV) : Vern Acker
- 1974 : Willie Dynamite (en) : Celli
- 1974 : Thomasine & Bushrod : Bogardie
- 1974 : Hangup : Captain Gorney
- 1974 : Tremblement de terre (Earthquake) : Colonel, Army Corps of Engineers
- 1975 : The Impostor (TV) : Glover
- 1975 : Last Hours Before Morning (TV) : Sergeant Hagen
- 1975 : Guilty or Innocent: The Sam Sheppard Murder Case (TV) : Procesutor Simons
- 1976 : Once an Eagle (feuilleton TV) : Sgt. Chepenek
- 1977 : Yesterday's Child (TV) : Lieutenant Spano
- 1977 : Les Casseurs (Breaker ! Breaker !) : Judge Trimmings
- 1977 : Un cocktail explosif (Thunder and Lightning) : Jake Summers
- 1978 : Galactica - Les Cylons attaquent (Mission Galactica: The Cylon Attack) (TV) : Dr. Salik
- 1978 : The Two-Five (TV) : Commander Malloy
- 1978 : Crash (TV) : Claypool
- 1980 : Shérif, fais-moi peur (série TV) : "Les billets de Tante Annie" (Saison 2 - Episode 10) : Big Jim Downey
- 1980 : B.A.D. Cats (série télévisée) : Nun
- 1980 : Ça va cogner (Any Which Way You Can) : Sergeant Cooley
- 1980 : A Time for Miracles (TV)
- 1982 : L'Usure du temps (Shoot the Moon) : French DeVoe, le père de Faith
- 1982 : L'Épée sauvage (The Sword and the Sorcerer) : Quade
- 1982 : Six mois pour tout apprendre (In Love with an Older Woman) (TV) : Max Rosen
- 1983 : Le Souffle de la guerre ("The Winds of War") (feuilleton TV) : Brig. Gen. Fitzgerald
- 1985 : Certain Fury : Lt. Speier
- 1986 : What a Country (série télévisée) : Laslo Gabov
- 1987 : Tales from the Hollywood Hills: Natica Jackson (TV) : Bud Loring
- 1987 : Retribution : Dr. John Talbot
- 1988 : Les Orages de la guerre (War and Remembrance) (feuilleton TV) : Gen. Leslie Groves
- 1989 : Le Combat de Jane Roe (Roe vs. Wade) (TV)
- 1989 : Star Trek 5 : L'Ultime Frontière (Star Trek V: The Final Frontier) : Dieu
- 1989 : Chameleons (TV)
- 1992 : Sang chaud pour meurtre de sang-froid (Final Analysis) : Juge Costello
- 1992 : Timescape : Le Passager du futur (Timescape) : Juge Caldwell
- 1994 : Firepower : Captain Croy
- 1994 : Molly et Gina : Patrick Sweeny
- 1994 : Plughead Rewired: Circuitry Man II : Senator Riley
- 1995 : Mike Tyson, l'histoire de sa vie (Tyson) (TV) : Baranski
- 1995 : Le Président et Miss Wade (The American President) : Congressman
- 1995: La Nounou d'enfer (The Nanny) : Dakota Williams (Saison 2 épisode 18)
- 1996 : Crosscut : Uncle Leo
- 1996 : Apollo 11 (TV) : Lew Hartznel
- 1997 : Mission Scorpio One (Scorpio One) : CIA Director Wilfrid Parlow
- 1998 : The Adventures of Ragtime : Capitaine Murphy
- 1998 : Anarchy TV : Chief Cochon
- 1998 : Phoenix : Sid
- 1998 : X-Files : Aux frontières du réel : Vieil homme #2
- 1998 : The X Files, le film (The X Files) de Rob S. Bowman : Le deuxième vieil homme
- 1999 : Battlestar Galactica: The Second Coming : Dr. Salik
- 1999 : Family Tree : Big Wig
- 2000 : Vacances sucrées-salées (Time Share) : Cedric
- 2001 : Spider's Web (en) : Robert Harding, Big Boss et le père de Clay
- 2001 : Smallville (TV) : Harry Bollston/Volk âgé
- 2002 : Orange County : Bob Beugler
- 2002 : Legend of the Phantom Rider : The Judge
- 2003 : Les Looney Tunes passent à l'action (Looney Tunes: Back in Action) : Acme VP, Unfairly Promoted
- 2004 : Serial Killing 4 Dummys : Detective Ray Berro
- 2005 : One More Round : Mr. Mack
- 2006 : To Kill a Mockumentary (vidéo) : Walt
- 2011 : Torchwood : Le Jour du Miracle (TV) : Prédicateur